# Kostel svatého Jana Křtitele (Komarno)
Kostel svatého Jana Křtitele je gotický kostel z počátku 14. století ve vsi Komarno v Dolnoslezském vojvodství, asi 10 km východně od Jelení Hory. Jednolodní stavba s vysokou střechou, zaklenutá křížovou klenbou a s věží v průčelí. Kostel je památkově chráněný stejně jako vedle stojící barokní kostel svatého Josefa. Poslední velká rekonstrukce proběhla v roce 1979. Z původní části kostela se zachovala věž a část zdiva lodi.

## Galerie

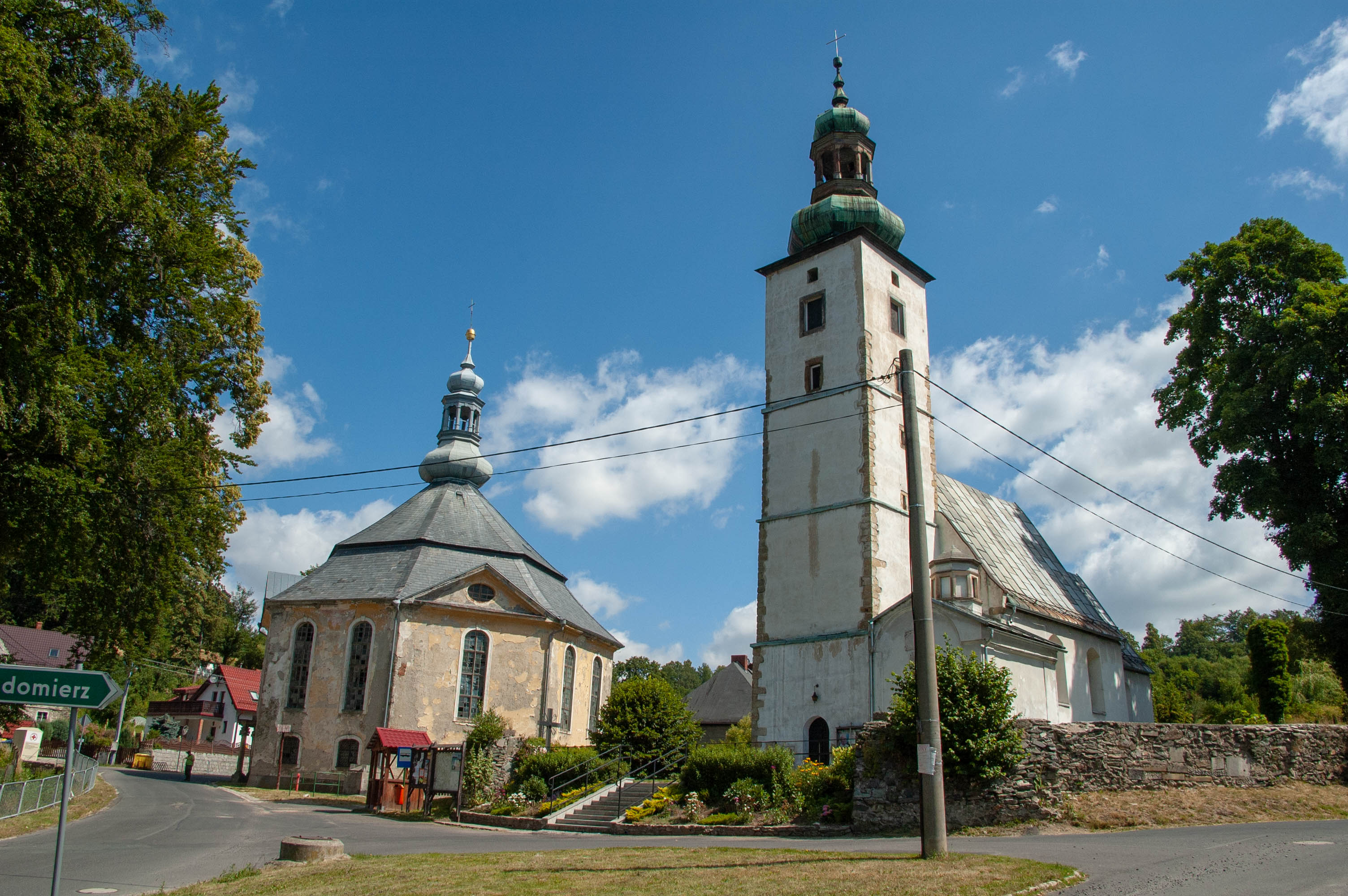
Evangelický kostel svatého Josefa (vlevo) a katolický kostel svatého Jana Křtitele (vpravo)
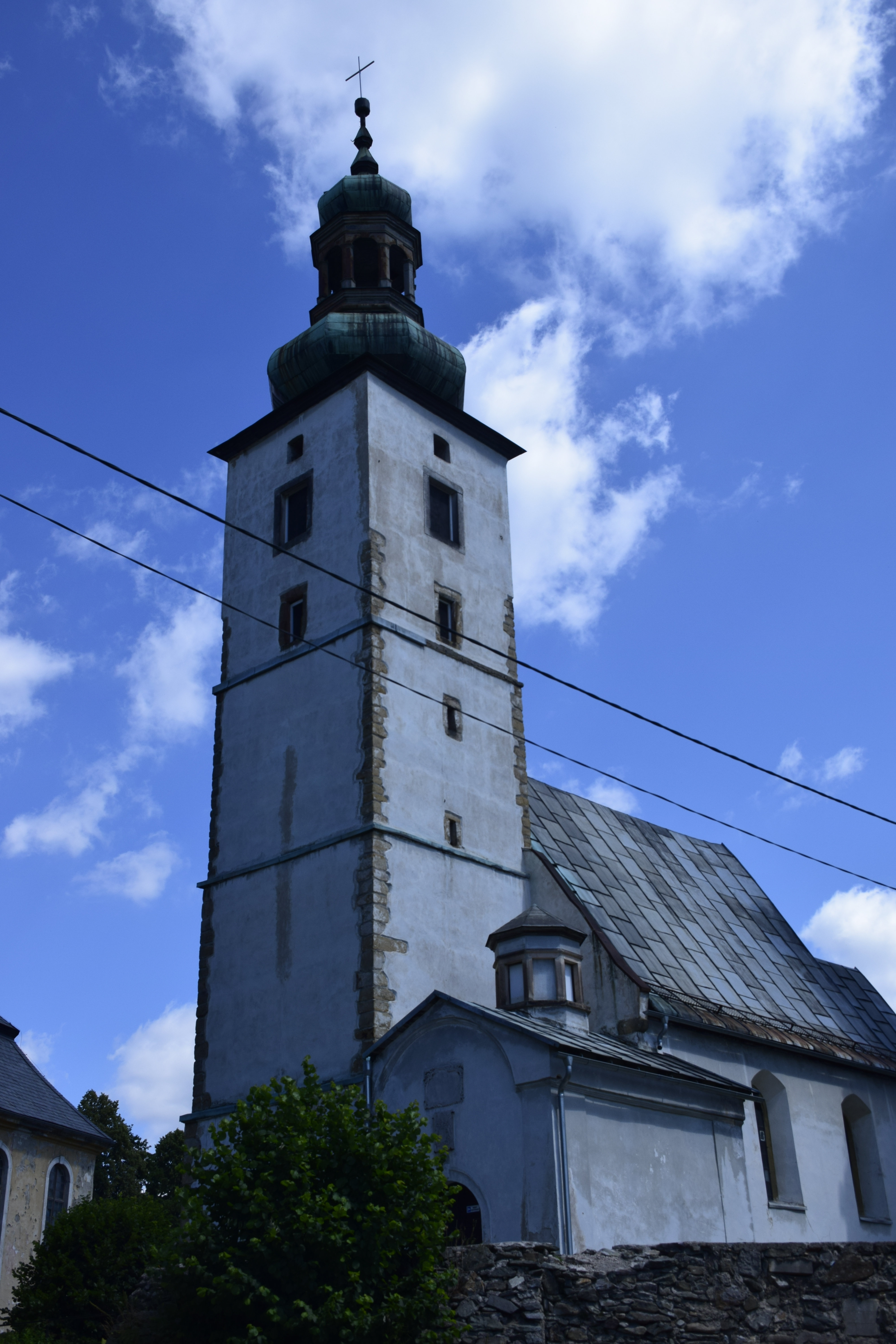
Pohled zprava na kapli
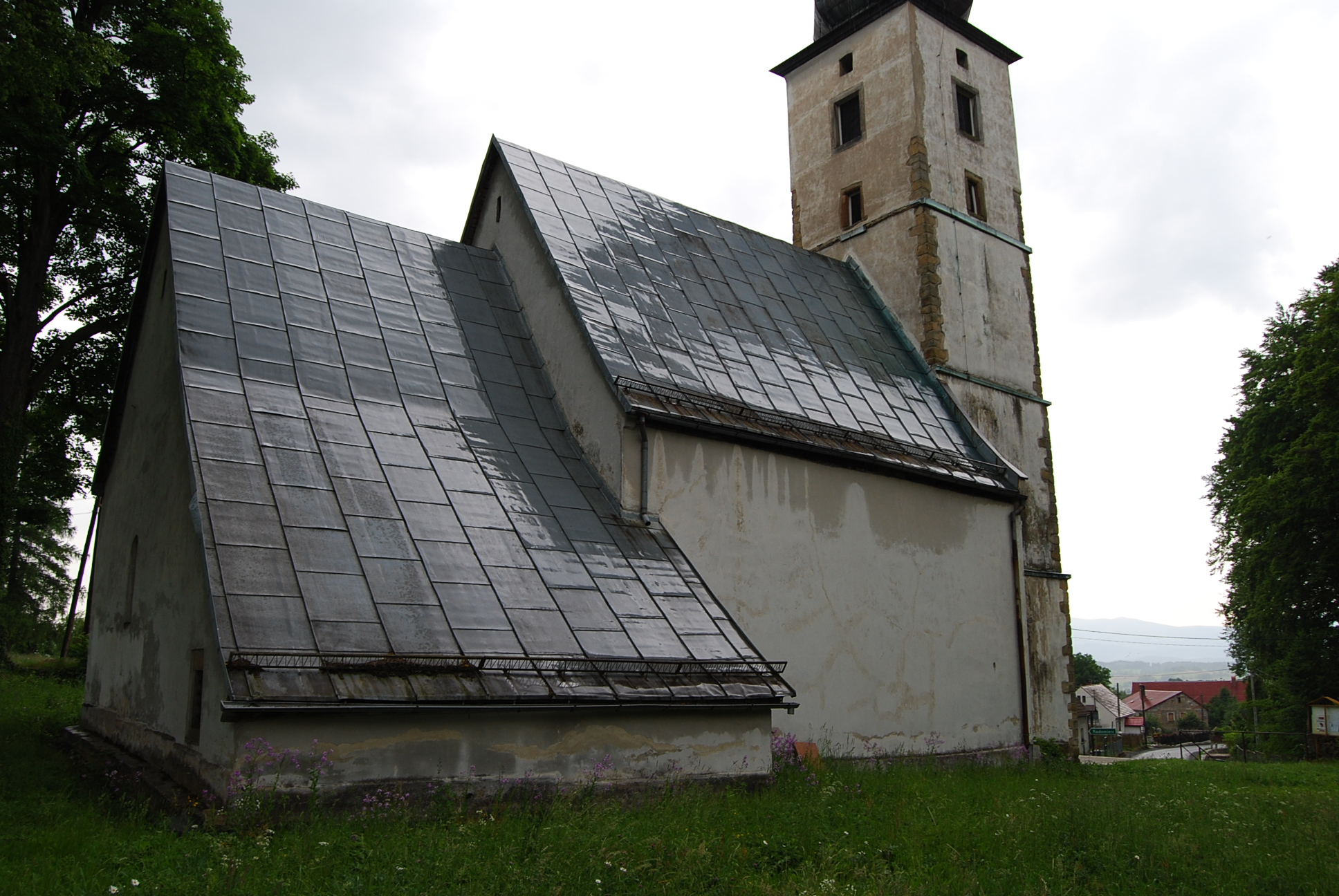
Pohled zleva na střechu
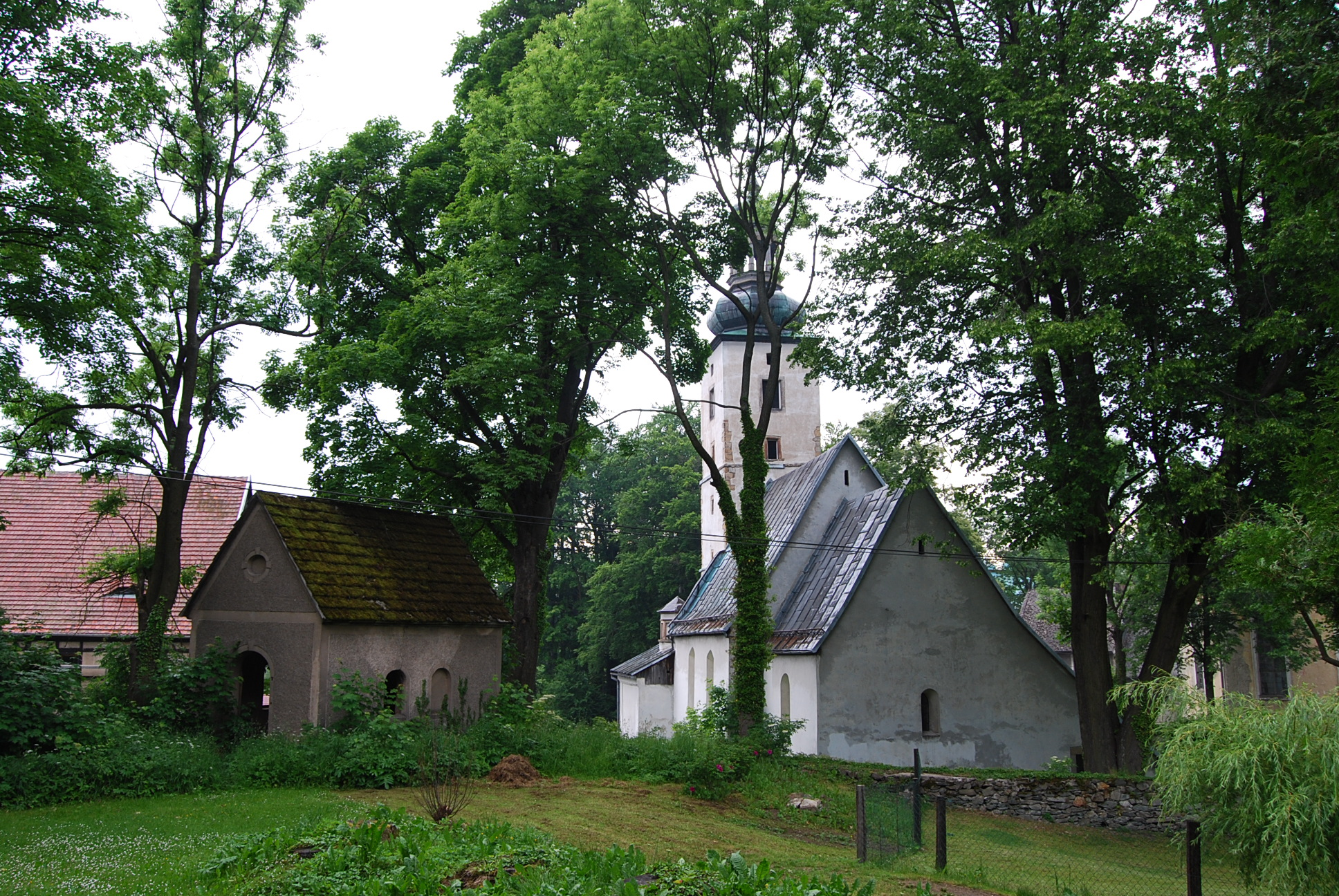
Pohled zezadu